# Бурлеск (фильм)
«Бурле́ск» (англ. Burlesque) — американский мюзикл 2010 года режиссёра Стива Энтина с Шер и Кристиной Агилерой в главных ролях. Фильм поставлен по мотивам мюзикла Стива Энтина, который написал сценарий кинокартины.

## Сюжет
Молодая амбициозная девушка Али Роуз, обладающая чудесным певческим голосом, отправляется из маленького городка в Лос-Анджелес после того, как её бывший босс отказывается ей заплатить. Она проходит целое множество собеседований и в итоге находит работу в нео-бурлеск-клубе, который переживает не лучшие времена. Там она знакомится с Тэсс, директором клуба и бывшей танцовщицей, которая становится своего рода наставником для Али. Также Али налаживает дружбу с барменом и начинающим композитором Джеком. Поначалу Али устраивается в клуб официанткой, но затем всё же получает место в танцевальной труппе, когда одна из постоянных танцовщиц, Джорджия, беременеет.
Однако к Али испытывает неприязнь Никки, ведущая танцовщица клуба, страдающая алкоголизмом. Во время подготовки очередного выступления Тэсс замечает, что Никки слишком пьяна, поэтому ставит Али на её место. Никки пытается сорвать выступление, отключив фонограмму, но Али внезапно демонстрирует всем свой певческий голос, чем приводит и посетителей, и работников в восторг. Тэсс незамедлительно решает переделать шоу клуба и сделать все выступления с живой музыкой, сделав Али главной звездой. Получившееся новое шоу резко поднимает заработки клуба, но всё равно недостаточно: денег на оплату банковского долга не хватает.
После очередного закрытия Тэсс исполняет в зале песню "You Haven't Seen the Last of Me" (как символ того, что не сдастся до последнего), а на парковке встречает Никки. Та требует вернуть ей лидерское место в труппе, испытывая презрение к Али за её провинциальное происхождение, но Тэсс в ответ попросту её увольняет. Никки обвиняет её в предательстве многолетней дружбы, но Тэсс указывает, что Никки сама все эти годы вела себя неблагодарно по отношению к ней. На прощание Никки заявляет, что переспала с Винсом, бывшим мужем Тэсс, сразу после их свадьбы, чем побуждает Тэсс разбить ей стекло машины.
Тем временем Али и Джек начинают влюбляться друг в друга. Однако у них есть одно препятствие: Джек уже помолвлен с молодой актрисой по имени Натали, которая сейчас гастролирует в Нью-Йорке. Шон, костюмер клуба, уговаривает Джека уйти от Натали и сойтись с Али, поскольку она явно лучше. Али, в свою очередь, активно общается с бизнесменом Маркусом Гербером, который имеет свой интерес к клубу Тэсс. В итоге во время свадьбы Джорджии, на которой весь клуб присутствует в качестве гостей, Джек звонит Натали и порывает с ней, устав от её эгоцентризма. Он немного напивается, но Али провожает его до их дома (он ранее подселил её к себе), после чего они признают свои чувства и проводят вместе ночь. Однако утром в квартиру заявляется Натали и в гневе заявляет, что никакого расставания не было. Джек просит Али уйти, дабы закрыть ситуацию самостоятельно.
За утешением Али идёт сперва к Шону (в результате случайно узнавая, что он гей), а затем к Маркусу, который раскрывает ей, что собирается приобрести землю, на которой стоит клуб, и построить там огромный небоскрёб. Для этого он намерен использовать так называемые "права на воздух", т.е. на воздушное пространство над землёй. Али, всецело преданная Тэсс, порывает с Маркусом всякое общение, но его рассказ подаёт ей идею, как спасти клуб. Она срочно бежит с этой идеей к Тэсс, и та полностью соглашается. Они договариваются с магнатом по недвижимости, мистером Андерсоном, на продажу воздуха над клубом, дабы лишить Маркуса возможности осуществить его план. В результате Андерсон, для которого небоскрёб Маркуса был бы крайне неудобен, выплачивает им такую огромную сумму, что Тэсс не только закрывает долг перед банком, но и полностью выкупает долю Винса (поскольку они давно развелись и он хотел уйти из клуба). Также она возвращает на работу Никки, которая наконец смогла успокоиться и принять мнение старой подруги.
Джек и Али воссоединяются, когда он уверяет её, что теперь у них с Натали действительно всё кончено (она всегда больше волновалась о карьере, чем об отношениях). После этого Джек отдаёт Али свою песню "Show Me How You Burlesque", и в финале она вместе с остальной труппой исполняет её на очередном шоу.

## В ролях
- Кристина Агилера — Али Мэрилин Роуз
- Шер — Тэсс Скали
- Стенли Туччи — Шон
- Эрик Дэйн — Маркус Гербер
- Кэм Жиганде — Джек Миллер
- Кристен Белл — Никки
- Алан Камминг — Алексис
- Джулианна Хаф — Джорджия
- Дианна Агрон — Натали
- Дэвид Уолтон — DJ Марк
- Питер Галлахер — Винс Скали
- Джеймс Бролин — Мистер Андерсон
- Блэр Редфорд — Джеймс
- Майкл Лэндис — Грег
- Тайн Стеклейн — Джесси

Сценарий писался специально для актёрского дебюта Кристины Агилеры. Президент компании Screen Gems Клинт Калпэппер сумел договориться с Шер о её участии в картине.

## Съёмочная группа
- Композитор: Кристоф Бек
- Супервайзер по музыке: Бак Дэймон
- Костюмы: Майкл Каплан, Линда Фут
- Хореография: Дениз Фэй, Джоуи Пицци, ЖаКэль Найт
- Оператор: Боян Бацелли
- Художник-постановщик: Джон Гари Стил
- Монтажёр: Вирджиния Кац

## Саундтрек
Сия Фёрлер, певица и композитор, написала для Агилеры песню к фильму. Трики Стюарт объявил о том, что будет продюсировать саундтрек к фильму. Продюсер Danja также работал над песнями к фильму. В общей сложности в фильме 18 оригинальных композиций, три из которых попали в список возможных номинантов на премию «Оскар» за лучший саундтрек («Bound to You», «Welcome to Burlesque», «You Haven’t Seen the Last of Me»).
Песня «You Haven’t Seen the Last of Me» в 2011 году получила «Золотой глобус» в номинации «Лучшая песня». Песня «The Beautiful People» является кавером на песню Marilyn Manson с одноимённым названием.

## Интересные факты о проекте
- За роль Никки, которую в конечном итоге получила Кристен Белл, боролись две актрисы Джессика Бил и Линдси Лохан.
- Роберт Паттинсон, Келлан Латс и Тейлор Лотнер боролись за роль Джека, которая в конечном итоге досталась другой звезде «Сумерек» Кэму Жиганде.
- Огромные буквы, складывающиеся в слово «Бурлеск» в финальном номере фильма («Show Me How You Burlesque»), обошлись создателям фильма почти в 400 тысяч долларов.
- Шер сама разрабатывала эскизы своих нарядов для съемок.
- Фото маленькой Али с матерью — реальная фотография семилетней Кристины Агилеры и её матери.
- Кристина Агилера просила режиссёра Стива Энтина взять на роль Никки актрису Эмму Стоун, но та отказалась из-за перегруженности рабочих графиков. В итоге роль досталась Кристен Белл, известной по сериалу «Вероника Марс».
- На роль Маркуса Гербера пробовались Сэм Уортингтон, Кэйси Аффлек и Патрик Демпси.
- Лента доставлялась в кинотеатры под фальшивым названием «Бывшая слава» (Former Glory).
- Мелодия, которую играет Джек первый раз в фильме, — это песня «Bound to You», позже исполненная Кристиной Агилерой в фильме.
- Съемки сцены, в которой появляется Дианна Агрон в роли невесты Джека, продлились всего час, после чего актриса уехала на съемочную площадку сериала «Хор».